# Политическая партия футуристов
Политическая партия футуристов (итал. Partito Politico Futurista) — партия, основанная Филиппо Томмазо Маринетти в 1918 году, чтобы расширить идеалы футуристического движения и воплотить их в политическую борьбу. В 1920 году она объединилась с Итальянским союзом борьбы.

## История

### Появление
Ещё до Первой мировой войны футуристы участвовали в политических дебатах того времени с тремя манифестами: первый был по случаю выборов 1909 года; второй — в 1911 году — в поддержку Ливийской войны и третий — в 1917 году.
Однако, только после войны можно было говорить об этом движения, как о настоящей организованной политической партии с лидером (в лице самого Маринетти) и, прежде всего, с органом печати — газетой Roma futurista, которой руководили Маринетти, а также Эмилио Сеттимелли и Марио Карли. Последний является связующим звеном между футуристами и ардити, ставшими впоследствии военизированным политическим формированием.

### Союз с фашистами
В декабре 1914 года многие футуристы участвовали в создании Союза революционного действия фашистов интервенциониского и синдикалистско-революционного толка. После того, как Италия вступила в войну, союз фактически распался, и многие её представители присоединились к Партии футуристов.
23 марта 1919 года представители футуристских политических союзов (фашо) и ассоциации ардити по приглашению Бенито Муссолини участвовали во встрече на площади Сан-Сеполькро в Милане. Это приведёт к тому, что партия будет практически полностью поглощена Союзом борьбы впоследствии, лишь формально сохранив свою независимость.
После поражения Союза борьбы на выборах в ноябре 1919 года Маринетти теряет интерес к политике и старается превратить Roma futurista в исключительно культурную газету, остановив «монотонный и жестокий поток политических статей».
В действительности футуристы уже не чувствовали себя в своей тарелке в фашистском движении, которое, по их мнению, стало всё больше выражать интересы помещиков и людей правых взглядов. 28 мая 1920 на II конгрессе Союза борьбы Маринетти решительно выступил против таких изменений («Мы идем к Карсо. Но мы не пойдем к реакции!»), на его сторону перешла треть собрания.
На следующий день Маринетти и другие представители футуристов вышли из Союза борьбы. На то было три причины: фашисты отказались от анти-монархизма, антиклерикализма и не проявляли солидарности со «справедливыми рабочими забастовками».
Маринетти, однако, вернулся к фашизму через несколько лет после похода Муссолини на Рим.

## Идеология
Сегодня историки по-новому оценили значение политической деятельности футуристов, которые, несмотря на принадлежность к небольшой элите, имели большое значение на самой первой этапе фашистского движения.
Показательно, что футуристы были в числе организаторов одной из первых фашистских провокаций (поджога миланской редакции Avanti! 15 апреля 1919 года).
Футуризм в Италии зародился как ответ на культ старины и традиций. Даже в политике главными врагами футуристы видели наиболее традиционные институты — монархию и церковь.
Однако футуристы с такой же силой противостояли и революционерам-социалистам или анархистам, из-за того, что те не хотели войны, которую футуристы считали «единственным способом очищения мира». Потому, на тот момент союз с ветеранскими организациями (такими как ардити) и с бывшими представителями «интервенционистского социализма», такими как Муссолини, был для них почти неизбежным. Если впоследствии он и был разорван, то в основном из-за трансформации идеологии фашизма.

### Футуристская демократия
Идеи и политические предложения футуристов, высказанные со страниц Futurist Rome, собраны Маринетти в томе Democrazia futurista (1919). В их числе:
- Отмена брака[1] и традиционной семьи. Дети должны воспитываться государством на средства, полученные от «налога на детей» и «налога на свободную любовь»[2].
- Бюрократическая децентрализация и отмена иерархичности в государственной карьере.
- Отмена права наследования.
- «Техническое правительство» с молодёжным советом, состоящим из двадцати граждан в возрасте до 30 лет, избираемых прямым всеобщим голосованием вместо сената.
- Преобразование парламента путём равноправного участия промышленников, крестьян, инженеров и торговцев в управлении страной. Снижение минимального возрастной ценз для депутата до 22 лет. Минимум депутатов-юристов и профессоров (всегда оппортунистов и ретроградов, по мнению футуристов). «Парламент без слабаков и негодяев».
- Владение социальными акциями.
- Земельная реформа, восходящая к идеям Генри Джорджа.
- Деньги ветеранам.
- Равенство полов в работе и участии в политической жизни страны[2].
- «Активный, жёсткий и точный» антиклерикализм[2].
- Отмена воинской повинности и создание лёгкой армии из добровольцев.
- Учреждение «Школы мужества и патриотизма» (предвестник Балиллы).
- Реформа тюрем и упразднение политической полиции.

«Вся нынешняя система порядка абсолютно сломана, реакционна, неэффективна, глупа и часто преступна. Так отменим её как можно скорее. В принципах каждого гражданина должно быть умение защищать себя. Государство должно вмешиваться только в исключительных случаях для защиты личности..

## Видные деятели
- Массимо Бонтемпелли
- Джузеппе Боттаи
- Марио Карли
- Филиппо Томмазо Маринетти
- Эмилио Сеттимелли[итал.]